# ロフシャン・バイラモフ
ロフシャン・バイラモフ（アゼルバイジャン語:Rövşən Bayramov、1987年5月7日 - ）は、アゼルバイジャンのレスリング選手。2008年北京オリンピックレスリンググレコローマンスタイル55kg級の銀メダリストである。バクー出身。

## 実績
- オリンピック
  - 2008年北京オリンピック　銀メダル
  - 2012年ロンドンオリンピック　銀メダル
- 世界選手権
  - 優勝　2007、2008年
  - 2位　2006年
- ヨーロッパ選手権
  - 3位　2006年